# Grob Ridge
Grob Ridge ist ein 5 km langer und 1450 m hoher Gebirgskamm im westantarktischen Queen Elizabeth Land. Am südlichen Ende der Forrestal Range in den Pensacola Mountains ragt er 5 km südlich des Dyrdal Peak auf.
Der United States Geological Survey kartierte ihn anhand eigener Vermessungen und Luftaufnahmen der United States Navy aus den Jahren von 1956 bis 1966. Das Advisory Committee on Antarctic Names benannte ihn 1968 nach Richard W. Grob, Koch auf der Ellsworth-Station im antarktischen Winter 1957.